# Sylvie Gühmann
Sylvie Gühmann (* 1994 in Leer) ist eine deutsche Autorin, Journalistin, Moderatorin und Psychologin.

## Leben
Gühmann wuchs in Ostfriesland auf. Bei der Zeitungsgruppe Ostfriesland arbeitete sie als Volontärin, im Anschluss studierte sie in Hamburg mit Abschluss Psychologie. Erste öffentliche Auftritte mit ihren eigenen Texten absolvierte sie bei Poetry Slams. In ihren Büchern widmet sie sich zunächst ihrer Heimat Ostfriesland sowie ihrer Wahlheimat Hamburg. Ihr drittes Buch, Die junge Frau und das Meer, ist eine humorvolle, aber auch kritische Auseinandersetzung mit ihrer Jugend. Als Co-Autorin schrieb sie gemeinsam mit Model Phia Quantius das Buch Bombenkopf, in dem Quantius davon berichtet, wie sie unter Migräne leidet und wie die Krankheit in der Gesellschaft unterschätzt wird. In der Öffentlichkeit setzt sie sich darüber hinaus dafür ein, über Gewalt gegen Frauen zu sprechen und hält zu diesem Thema Vorträge. So berichtet sie von Angst auf nächtlichen Nachhausewegen sowie davon, wie sie selbst Betroffene sexualisierter Gewalt wurde.
Gühmann lebt und arbeitet in Hamburg.

## Veröffentlichungen
- Fettnäpfchenführer Ostfriesland: Eine Ode an das Moin. CONBOOK, 2020, ISBN 978-3-95889-256-9.
- Hamburg. Unterwegs mit deinen Lieblingsmenschen. Emons Verlag, 2021, ISBN 978-3-7408-1017-7.
- Die junge Frau und das Meer: Ostfriesland, das Wasser und ich. CONBOOK, 2022, ISBN 978-3-95889-388-7.
- Sylvie Gühmann, Phia Quantius: Bombenkopf: Wie Migräne mich ausmacht. Lübbe Life, 2023, ISBN 978-3-7517-4890-2.